# Hazel Grove
Hazel Grove (in lingua italiana letteralmente: boschetto di nocciòla) è una località dell'Inghilterra nord-occidentale. Conta 15.265 abitanti e dal 1974 fa parte del borgo metropolitano di Stockport, interno alla Grande Manchester. È situata nelle vicinanze del Peak District National Park.

## Storia
Già parte della contea storica dello Cheshire (fino al XVII secolo era suddivisa in tre distinte località: Norbury, nominata nel Domesday Survey fin dal 1086,Torkington e Bosden-cum-Handforth), fino al 1836 era conosciuta con il nome di Bullock Smithy. Prese tale nome nel 1560 quando un certo Richard Bullock edificò all'angolo dell'attuale Torkington Park uno stabile per installarvi una bottega di fabbro ferraio (in lingua inglese appunto smithy). L'edificio venne successivamente chiamato Bullock Smithy Inn dando da allora il nome alla località. Tale nome tuttavia non risultava gradito agli abitanti dell'insediamento per un gioco di parole alquanto imbarazzante: preferirono quindi il 26 settembre 1836 rinominare la cittadina Hazel Grove, probabilmente in riferimento alle numerose piante di nocciola presenti nella zona o, ancora più probabilmente, ad imitazione del nome di un'altra località poco distante, situata in direzione di High Lane e chiamata Hessel Grave.
Hazel Grove, conosciuta per aver dato i natali al giocatore e allenatore del Genoa William "Willy" Garbutt, è sede di una società calcistica: lo Hazel Grove Football Club.

## Galleria d'immagini

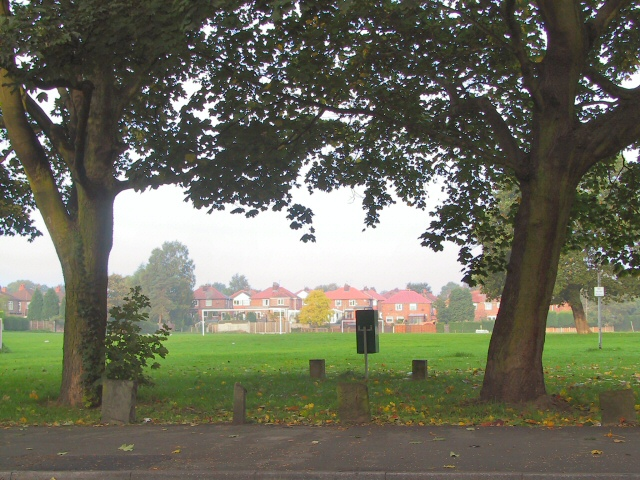
Campi da calcio
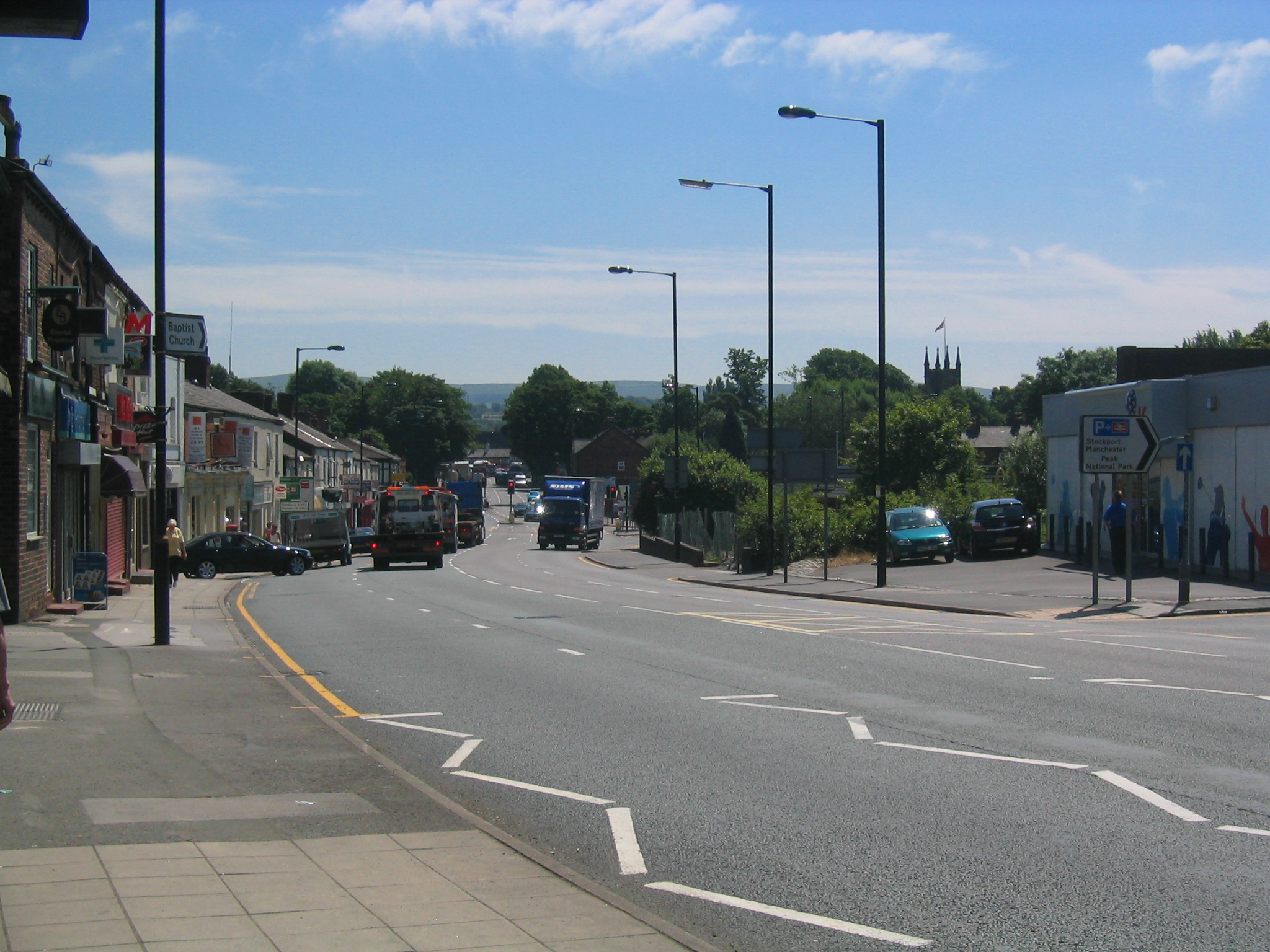
Una via di Hazel Grove
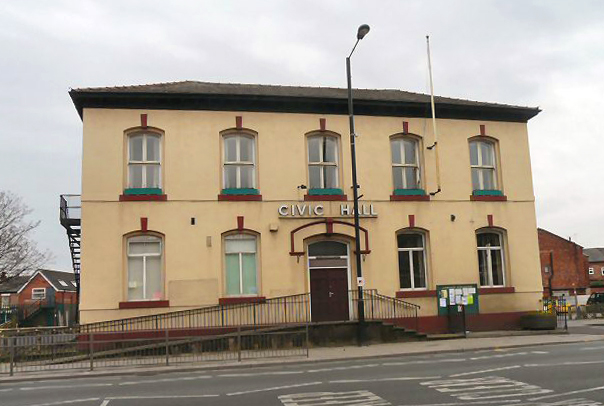
La City Hall di Hazel Grove
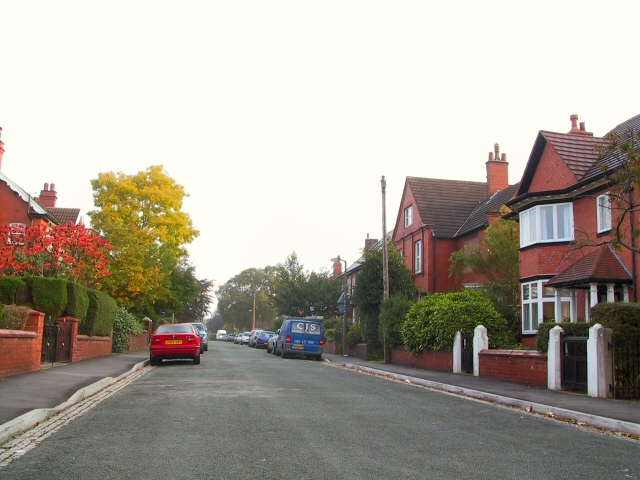
Queens Road